# Lil Tjay
Pour les articles homonymes, voir Merritt.
 (juillet 2024).
La mise en forme du texte ne suit pas les recommandations de Wikipédia : il faut le « wikifier ».
Les points d'amélioration suivants sont les cas les plus fréquents :
- Les titres sont pré-formatés par le logiciel. Ils ne sont ni en capitales, ni en gras.
- Le texte ne doit pas être écrit en capitales (les noms de famille non plus), ni en gras, ni en italique, ni en « petit »…
- Le gras n'est utilisé que pour surligner le titre de l'article dans l'introduction, une seule fois.
- L'italique est rarement utilisé : mots en langue étrangère, titres d'œuvres, noms de bateaux, etc.
- Les citations ne sont pas en italique mais en corps de texte normal. Elles sont entourées par des guillemets français : « et ».
- Les listes à puces sont à éviter, des paragraphes rédigés étant largement préférés. Les tableaux sont à réserver à la présentation de données structurées (résultats, etc.).
- Les appels de note de bas de page (petits chiffres en exposant, introduits par l'outil «  Source ») sont à placer entre la fin de phrase et le point final[comme ça].
- Les liens internes (vers d'autres articles de Wikipédia) sont à choisir avec parcimonie. Créez des liens vers des articles approfondissant le sujet. Les termes génériques sans rapport avec le sujet sont à éviter, ainsi que les répétitions de liens vers un même terme.
- Les liens externes sont à placer uniquement dans une section « Liens externes », à la fin de l'article. Ces liens sont à choisir avec parcimonie suivant les règles définies. Si un lien sert de source à l'article, son insertion dans le texte est à faire par les notes de bas de page.
- La présentation des références doit suivre les conventions bibliographiques. Il est recommandé d'utiliser les modèles {{Ouvrage}}, {{Chapitre}}, {{Article}}, {{Lien web}} et/ou {{Bibliographie}}. Le mode d'édition visuel peut mettre en forme automatiquement les références.
- Insérer une infobox (cadre d'informations à droite) n'est pas obligatoire pour parachever la mise en page.

Pour une aide détaillée, merci de consulter Aide:Wikification.
Si vous pensez que ces points ont été résolus, vous pouvez retirer ce bandeau et améliorer la mise en forme d'un autre article.
Lil Tjay, de son vrai nom Tione Jayden Merritt, né le 30 avril 2001 à New York aux États-Unis, est un rappeur, chanteur et auteur-compositeur-interprète américain originaire du Bronx. Son nom de scène est dérivé de la première lettre de son prénom et des trois premières lettres de son deuxième prénom.
Après un contrat signé avec Columbia Records, le premier album studio de Lil Tjay, True 2 Myself, sort le 11 octobre 2019. L'année suivante, il publie une mixtape State of Emergency qui ne comprend que des artistes de drill de New York. True 2 Myself a débuté à la cinquième place du Billboard 200. Son deuxième album studio, Destined 2 Win, est sorti le 2 avril 2021, et comprend le single Calling My Phone, une collaboration avec le chanteur américain 6lack, sa chanson la mieux classée à ce jour.

## Biographie

### Enfance
Merritt est né dans le Bronx, à New York. Il est élevé par une mère célibataire et a deux frères et sœurs plus jeunes. Merritt se qualifiait lui-même d'enfant à problèmes parmi les trois, car il se retrouvait souvent impliqué dans des petits vols et des bagarres à l'école. Il a fréquenté l'Académie de danse du Bronx.

### Carrière

#### 2017–2019: Débuts, contrat en maison de disques etTrue 2 Myself
En 2017, Lil Tjay a commencé à publier de la musique sur SoundCloud.Resume, l'une de ses premières chansons, a été publiée alors que Lil Tjay avait 16 ans, et a rapidement commencé à se répandre en ligne.
Le 10 mars 2018, Lil Tjay a participé et s'est classé premier au Coast 2 Coast LIVE NYC All Ages Edition, où sa performance a attiré l'attention d'un A&R de maison de disques qui était présent pour juger le showcase. Peu après, Lil Tjay a sorti le single Brothers, qui est devenu sa plus grande chanson à l'époque et l'a conduit à signer avec Columbia Records.
Au cours des dix premiers mois de sa carrière musicale, Lil Tjay a sorti cinq titres qui ont enregistré plus d'un million de lectures sur SoundCloud,. Brothers, Resume, Goat et Leaked ont chacun accumulé des dizaines de millions de streams. En juillet 2018, Lil Tjay a travaillé avec le producteur CashMoneyAP pour produire None of Your Love, qui a également accumulé des dizaines de millions d'écoutes. Lil Tjay a publié son premier EP No Comparison à la fin de l'année 2018.
En janvier 2019, Lil Tjay a figuré sur le single Pop Out (chanson) (en) du rappeur Polo G, qui a atteint la onzième place du Billboard Hot 100. En juillet, il a participé à la chanson Lying du boys band PrettyMuch (en). Plus tard dans l'année, il a sorti un EP intitulé F.N ; le single phare du projet, F.N, a atteint la cinquante-sixième place du Billboard Hot 100 et est devenu sa première chanson solo à figurer au palmarès. Lil Tjay a sorti son premier album True 2 Myself le 11 octobre 2019. Il a fait ses débuts et a culminé à la cinquième place du Billboard 200 américain. En décembre, il a participé à un remix de la chanson Valentino de 24kGoldn.

#### 2020-en cours:State of EmergencyetDestined 2 Win
Début 2020, Lil Tjay atteint à nouveau le Billboard Hot 100 avec son single 20/20, qui atteint la 94e place du classement. Le 8 mai 2020, Lil Tjay sort l'EP State of Emergency, influencé fortement par la musique drill, un sous-genre populaire à New York. L'EP de sept chansons comprend le titre Zoo York, avec Fivio Foreign et Pop Smoke, qui atteint le numéro 65 du Hot 100. En juillet 2020, Lil Tjay apparaît sur le premier album posthume de Pop Smoke, Shoot for the Stars, Aim for the Moon, sur le morceau Mood Swings, qui a atteint le numéro 17 sur le Hot 100. Le 11 août, Lil Tjay a été inclus dans le 2020 Freshman Class du magazine XXL.
Le 12 février 2021, Lil Tjay sort le single Calling My Phone, une collaboration avec le chanteur américain 6lack, accompagnée d'un clip réalisé par Cam Busby. La chanson débute à la troisième place du Billboard Hot 100, devenant le single le mieux classé de la carrière de Lil Tjay. Le 19 mars, Lil Tjay sort Headshot, une collaboration avec Polo G et Fivio Foreign comme deuxième single de son deuxième album studio, Destined 2 Win, qui est sorti le 2 avril 2021. L'album se compose de vingt et un titres.

#### 2022 - Victime d'une fusillade
Dans la nuit du mardi 21 au mercredi 22 juin 2022, lui et un ami sont victimes d'une fusillade à Edgewater (New Jersey) ; il est touché sept fois par balles. Il est transféré d'urgence à l'hôpital. Alors que beaucoup pensaient qu'il n'allait pas s'en remettre il sort quelques semaines plus tard, à peine sorti du coma, Beat the Odds un titre dans lequel il évoque la fusillade et le fait qu'il ait failli mourir. Il fait son retour quelques semaines plus tard au festival Rolling Loud (en) à New-York. Il poursuit avec une tournée nommée le I'm back Tour.

## Affaires judiciaires

### 2016: Condamné pour vol
En 2016, Merritt a été arrêté pour l'un de ses vols et a été condamné à un an dans un centre de détention pour jeunes où il a commencé à écrire des raps, dont l'une de ses chansons à succès Resume, qu'il a publiée sur SoundCloud.

### 2023: Possession d'arme dans la voiture
Le 16 janvier 2023, Merritt a été arrêté dans le Bronx et placé en garde à vue, à la suite d'un contrôle routier. Merritt était avec la rappeuse Ice Spice au moment de l'arrestation. La police a trouvé une arme de poing dans le véhicule, avant de l'arrêter. Il a été accusé de possession d'armes et une date d'audience a été fixée au 14 février.
L'avocat de Merritt, Dawn Florio, affirme que l'arme trouvée par la police n'appartient pas à Merritt. Elle affirme également que la fouille effectuée par les agents a été effectuée illégalement, car la voiture aurait été garée légalement dans la rue et Merritt aurait été un passager dans la voiture.

### 2023: Possession d'arme sur un clip
En juin 2023, Merritt et l’équipe de tournage du réalisateur Fakedell ont été arrêtés pour une arme à feu utilisée lors du tournage d’un clip vidéo. L'incident a été filmé par une foule d'enfants suppliant d'abord la police de ne pas l'arrêter et que l'arme n'était qu'un accessoire.

## Style musical
Influencé par son éducation dans le Bronx, Lil Tjay est un rappeur mélodique qui incorpore fréquemment Auto-Tune dans ses chansons. Il a été comparé à un autre rappeur new-yorkais, A Boogie wit da Hoodie. Dans une interview avec Rolling Stone, il a révélé que ses plus grandes influences musicales sont Drake, Meek Mill et Usher. Dans la même interview, Lil Tjay a décrit sa musique comme ayant un son mélodique lorsqu'il chante ou rappe sur ses luttes passées. Lil Tjay attribue également son succès à son année passée en prison, où il affirme que sa capacité à écrire des chansons a atteint son apogée. Dans l'article de Pitchfork consacré à Lil Tjay, il est qualifié de star du hip-hop. Plus tard dans l'interview, Lil Tjay explique qu'il est souvent appelé le Justin Bieber du Bronx en raison de son sample de la chanson Baby de Justin Bieber.

## Concerts
Lil Tjay a accompagné le rappeur de Seattle Lil Mosey lors de sa tournée nationale tout au long de 2019,. Il s'est également produit au festival de musique Rolling Loud Miami, qui dure trois jours, aux côtés de Migos, Travis Scott et Kid Cudi à Miami Gardens, en Floride, en mai 2019, et au festival de Los Angeles en décembre ainsi qu'à celui de New York en 2022. Il apparaît et se produit fréquemment lors de concerts avec son ami proche Lil Uzi Vert.

## Discographie

### Album studio
- 2019 : True 2 Myself
- 2021 : Destined 2 Win
- 2023 : 222

### Mixtapes
- 2020 : State of Emergency

### EPs
- 2018 : No Comparison
- 2019 : F.N